# Gerold Wanke
Gerold Wanke (* 14. Juli 1927 in Brüx, Tschechoslowakei; † 6. oder 7. September 1976 in Sinzing) war ein deutscher Schauspieler.

## Leben und Wirken
Gerold Wanke kam in der nordböhmischen Industriestadt Brüx als Sohn des Modelleurs Max Wanke und dessen Frau Waltraud, geb. Kindelmann, zur Welt. Über seine Jugend und Ausbildung ist derzeit nichts bekannt. Von 1951 bis 1953 hatte er ein Engagement am Stadttheater in Regensburg. In den Jahren von 1953 bis 1955 spielte er an den Städtischen Bühnen in Hagen und dem Theater der Hansestadt Lübeck. In Lübeck verkörperte er 1954 den Spiegelberg in Friedrich Schillers Die Räuber und 1955 den Schwejk in der Bühnenfassung von Jaroslav Hašeks Der brave Soldat Schwejk. Weitere Stationen waren unter anderem die Wuppertaler Bühnen (1955 bis 1957) und später das Theater der freien Volksbühne Berlin (1966 bis 1967).
Überwiegend in den 1950er und 1960er Jahren wirkte Wanke auch in zahlreichen Film- und Fernsehproduktionen mit. Darunter befanden sich in den Jahren 1958 bzw. 1960 die Musikfilme Und abends in die Scala von Erik Ode mit Caterina Valente, Gerhard Riedmann, Ruth Stephan und Hubert von Meyerinck und O sole mio von Paul Martin mit Senta Berger, Gunther Philipp, Angèle Durand und Trude Herr. Zudem war er in Episoden der Fernsehserien Adrian der Tulpendieb und Die seltsamen Methoden des Franz Josef Wanninger zu sehen.
Wanke war auch als Hörspielsprecher tätig. So konnte man ihn 1956 in einer Adaption von Hans Rehbergs Rembrandt unter der Regie von Otto Kurth mit Alfred Schieske und Bernhard Minetti hören.
Zuletzt in Regensburg wohnhaft, beging Gerold Wanke wenige Monate nach der Scheidung von seiner Frau Suizid, indem er sich in der Nacht vom 6. auf den 7. September 1976 unweit der Eisenbahnbrücke Mariaort vor einen Zug warf. Er hinterließ seine Mutter und ein Kind.

## Filmografie
- 1956: Was die Schwalbe sang
- 1957: Das haut hin
- 1957: Drei Mann auf einem Pferd
- 1957: Liebe, Jazz und Übermut
- 1957: Der Graf von Luxemburg
- 1958: Und abends in die Scala
- 1958: Ein Sommernachtstraum (Fernsehfilm)
- 1958: Wehe, wenn sie losgelassen
- 1958: Es war die erste Liebe
- 1959: Melodie und Rhythmus
- 1960: Die Irre von Chaillot (Fernsehfilm)
- 1960: Die große Wut des Philipp Hotz (Fernsehfilm)
- 1960: Heute letzter Tag (Fernsehfilm)
- 1960: Die Friedhöfe (Fernsehfilm)
- 1960: Marina
- 1960: O sole mio
- 1961: Schritte in der Nacht (Fernsehfilm)
- 1961: Schweyk im Zweiten Weltkrieg (Fernsehfilm)
- 1961: Ramona
- 1962: Nachsaison (Fernsehfilm)
- 1964: Gerechtigkeit in Worowogorsk (Fernsehfilm)
- 1965: Die schwarzen Teufel (Fernsehfilm)
- 1966: Der Heiratsschwindler heiratet (Fernsehfilm)
- 1966: Adrian der Tulpendieb (Fernsehserie)
- 1966: Old Shaky (Fernsehfilm)
- 1967: Das ausgefüllte Leben des Alexander Dubronski (Fernsehfilm)
- 1969: Der Schelm von Istanbul (Fernsehfilm)
- 1970: Die seltsamen Methoden des Franz Josef Wanninger (Fernsehserie, Folge 4x04 Ein gewisser Schliff)